# Pont de Mirabeau
Cet article concerne un pont sur la Durance. Pour le pont sur la Seine à Paris, voir Pont Mirabeau.
Pour les articles homonymes, voir Mirabeau.
Le pont de Mirabeau est un pont-route français entre Vaucluse et Bouches-du-Rhône, par lequel la route d'Aix-en-Provence à Manosque traverse la Durance.  Les piles d'un ancien pont suspendu datant de 1845, conservées, sont inscrites aux monuments historiques.

## Géographie
Le  défilé de Canteperdrix, ou  défilé de Mirabeau, est un rétrécissement de la vallée de la Durance entre les communes de Mirabeau (Vaucluse) et Jouques (Bouches-du-Rhône), où la rivière, qui finit de contourner le massif du Luberon, se fraye un chemin entre deux falaises de calcaire abruptes. C'est un lieu de franchissement ancien, qui a donné lieu à la construction de nombreux ouvrages depuis le XVe siècle. Les plus proches traversées routières de la Durance se trouvent à la hauteur de Pertuis, à 18 kilomètres en aval, et de Manosque, à 20 kilomètres en amont.

## Histoire
Le pont de Mirabeau, homonyme de celui de Paris chanté par Guillaume Apollinaire, a eu une existence mouvementée.
L'ancienne route romaine qui reliait Aix-en-Provence à Riez passait en ce lieu[réf. nécessaire] tout en restant en rive gauche de la Durance qu'elle n'avait pas à traverser; son tracé, dans le défilé, devait correspondre à celui des actuelles D 96 et D 952. À partir de la première moitié du XIIIe siècle, on utilisait des bacs à traille. Ces bacs,  de 19 m par 5 m et 80 cm de hauteur, étaient construits en bois de mélèze. Le passeur utilisait des pieux, cordes et câbles pour faire avancer l'embarcation.
La première tentative de construction d’un pont date du XVe siècle. Les différents « Pont de Mirabeau » qui furent édifiés ont été détruits totalement ou en partie à quatre reprises en 1440, 1635, 1843 et 1881 par la Durance déchaînée, au débit multiplié par cent. Il fut chaque fois reconstruit, car son péage était lucratif.
Au XIXe siècle, après deux projets de pont non retenus en 1816 et 1817, Marc Seguin évoque l'idée d'un pont suspendu en 1825. Jean-François Théophile Sauzet réalise un pont suspendu. Livré en 1831, il a une portée de 150 m de long pour 5,50 m de large. Les suspensions sont arrimées à deux immenses portiques néo-romans encore debout aujourd'hui et inscrits à l'inventaire supplémentaire des monuments historiques par l'arrêté du 6 juillet 1988.

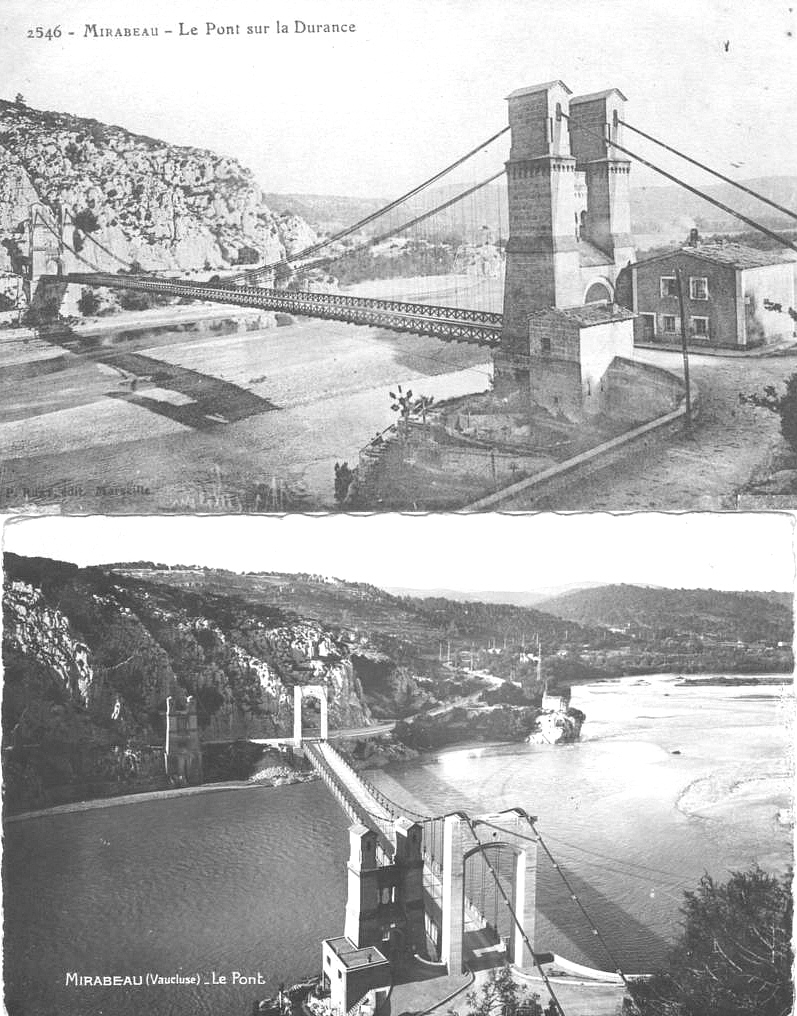
Les deux anciens ponts de Mirabeau.

Achevé en 1835, il est emporté par la crue millénale le 2 novembre 1843 et reconstruit en 1845.
Il est concédé le 14 décembre 1830 pour 34 ans 10 mois au sieur Sauzet qui refusa de prendre seul à sa charge les frais de réparation après la crue de 1843. Après procès, il perdit sa concession qui fut attribuée le 20 novembre 1845 au sieur Chaffard. La restauration lui revient à 210 000 F et le péage lui rapporte 28 000 francs par an.
Ce pont est détruit pendant la Première Guerre mondiale et remplacé par un pont d'une travée unique de 175 m de long surplombant la Durance à 14 m de hauteur et doté de deux pylônes en béton armé de 22 m de haut. L’ouvrage est achevé en juillet 1935, une sculpture et un bas-relief sont exécutés par Antoine Sartorio et symbolisent les quatre départements limitrophes.
On disait que le pont de Mirabeau (deuxième du nom) avait un pied dans chacun des quatre départements limitrophes (Alpes-de-Haute-Provence, Bouches-du-Rhône, Var et Vaucluse) et chacun des piliers illustrait son département par une frise. Les frises sont désormais réunies au centre du giratoire, sur le côté gauche de la Durance.
À l'occasion du débarquement de Provence, les Alliés, voulant retarder la retraite des chars allemands, le firent bombarder sans succès par leur aviation pendant trois jours
Finalement ce furent les résistants qui le firent sauter le 17 août 1944. L'offensive vers le nord des unités américaines jette un pont de bateaux le 20 août, un peu au sud du pont actuel.
Le pont suspendu est reconstruit en 1947.[réf. nécessaire]

## Pont actuel

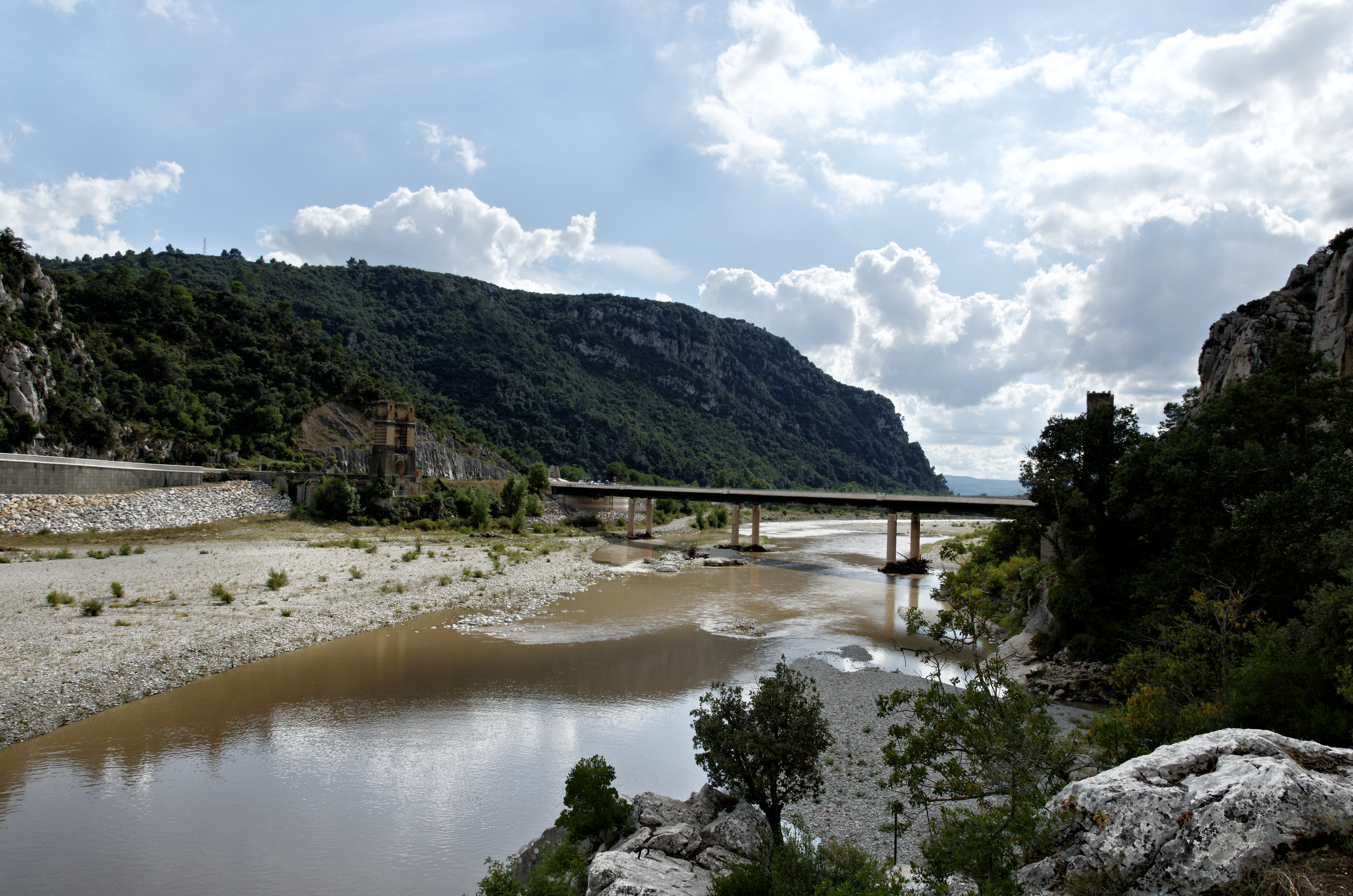
Le défilé de Canteperdrix vu depuis la chapelle Sainte-Madleine.

Le dernier pont en date fut achevé en 1989 et mis en service en 1990, le précédent pont suspendu étant supprimé. Il s'agit d'un pont en dalle et double poutre supportant la route départementale 996.

## Au pont de Mirabèu
Cette chanson populaire doit être prononcé "o-ou pon dé mirabéou". Elle raconte en provençal comment la jeune mirabelaine Catharina qui lavait son linge sous le pont vit trois chevaliers qui la demandèrent en mariage. Le premier lui demanda simplement si elle était mariée, le second lui remit une bague qui tomba dans la Durance et le troisième plongea dans l'eau mais mourut.
Cette chanson existe sous plusieurs formes en Occitanie : dans l'ouest, on chante Al Pont de Mirabel en référence à Mirabel alors qu'à l'est la chanson fait référence à Mirabeau. L'origine de la mélodie pourrait être slave mais il n'y a aucune trace écrite.
Cette chanson a été interprétée par : 
- Renat Sette dans son album A cappella.
- Miquela e lei chapacans[11]